# Hiraga Motoyoshi

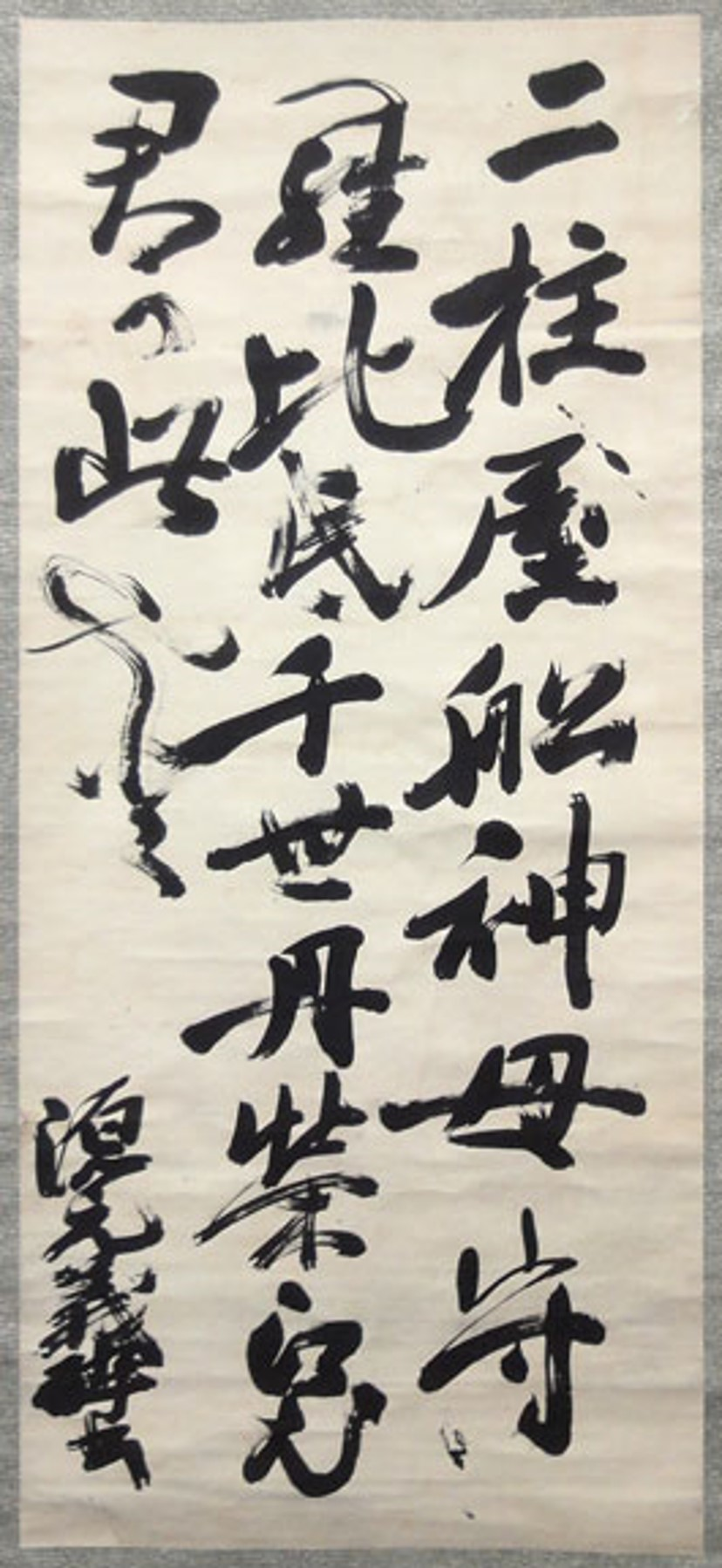
Kalligraphie

Hiraga Motoyoshi (japanisch 平賀 元義; geboren 22. August 1800 in Hohokugosue (Provinz Bitchū); gestorben 13. Februar 1866 in Ōdara) war ein japanischer Waka-Poet und Kalligraph.

## Leben und Wirken
Hiraga Motoyoshi wurde als Sohn von Hirao Nagaharu (平尾 長春), einem höheren Gefolgsmann der Okayama-Domäne, im Elternhaus seiner Mutter geboren. Er kehrte bald in das Haus seines Vaters zurück. Er war das älteste Kind, verzichtete auf das Erbe und übergab das Haus im Alter von 21 Jahren an seinen jüngeren Bruder.
Im Alter von 33 Jahren verzichtete Hiraga auf den Samurai-Status und verließ Okayama unter dem Namen Hiraga Zaemon-daitarō Motoyoshi (平賀 左衛門太郎 元義) und wanderte bis zu seinem Tod durch die Provinzen Kibi, Harima und Mimasaka. Im Alter von 49 Jahren heiratete er die Tochter eines Shintō-Priesters in Inamaki (稲蒔), Provinz Bizen, und bekam zwei Söhne. Er führte weiterhin ein außergewöhnliches Leben.
Im Jahr 1865 gab ihm der Herr der Domäne Okayama den Befehl, im folgenden Neujahr zu erscheinen. Dabei wurde ihm die Position des Beraters der Glaubensrichtung Kurozumikyō versprochen, was seinem Leben in Armut ein Ende setzen sollte. Auf dem Wege dorthin passierte er das Dorf Ōdara. Dort erlitt er auf der Straße einen Schlaganfall und starb ohne Hilfe. Er wurde 66 Jahre alt.
Schon in jungen Jahren befasste sich Hiraga mit vergangenen Zeiten. Mit seiner nach innen gekehrten Natur und seinem freigeistigen Lebensstil verfasste er mutige Gedichte, die sich dem Man’yōshū näherten, mit dem er sich befasst hatte. „Das Licht des Mondes und das starke Licht, das den Menschen das Gefühl gibt, eingerostet zu sein.“ Aufgrund seiner einzigartigen Liebesgedichte (相聞歌, Somonka) erhielt er den Spitznamen „Wagimoko Sensei“ (吾妹子先生) – etwa „Lehrmeister des Verliebtseins“. „Wenn meine jüngere Schwester die Tür meines Hauses aufstößt und ich eintrete, fallen Blumen auf das Schwert.“ „Ich werde meinen Schwanz in einem Büschel auf der Gobanchō-Steinbrücke legen.“
Hiraga hinterließ die Gedichtsammlung „Hiraga Motoyoshi shū“ (平賀元義集). Er hat viel über die religiösen Überzeugungen des verehrten Kaisers, Shintō-Themen, lokale Geographie, Geschichte und alte Schreine geschrieben.